# Longda Towers
Les Longda Towers est un ensemble de deux gratte-ciel en construction à Hangzhou en Chine. Ils s'élèveront à 268 et 198 mètres. Leur achèvement est prévu pour 2018. 